# بنزال کلرید
بنزال کلرید (به انگلیسی: Benzal chloride) با فرمول شیمیایی C7H6Cl2 یک ترکیب شیمیایی با شناسه پاب‌کم 24855098 است. که جرم مولی آن 161.03 g/mol می‌باشد. شکل ظاهری این ترکیب، مایع بی‌رنگ است.